# Ostiolum coloradensis
Ostiolum coloradensis är en plattmaskart. Ostiolum coloradensis ingår i släktet Ostiolum och familjen Haematoloechidae. Inga underarter finns listade i Catalogue of Life.